# Михо Михајловски
Михо Михајловски (Кичево, 25. октобар 1915 — Скопље, 28. март 2003), учесник Народноослободилачке борбе, официр ЈНА, друштвено-политички радник СР Македоније и народни херој Југославије.

## Биографија
Рођен је 25. октобра 1915. године у Кичеву. Основну школу и три разреда гимназије завршио је у родном граду. Након тога је почео да учи електромеханичарски занат. Отишао је у Београд и запослио се на земунском аеродрому. У Београду се повезао са печалбарима из свог краја, који су били активни у радничком покрету.
Радио је на земунском аеродрому све до капитулације Југославије, након чега се вратио у Кичево. Тамо се повезао са припадницима антифашистичког покрета. У пролеће 1942. године, био је ухапшен и подвргнут мучењу, али није изведен пред суд.
Приликом првог ослобођења Кичева, септембра 1943. године, био је командир вода. Тада је са групом партизана освојио касарну у граду. Код другог ослобођења Кичева у новембру 1943. године, са групом другова извршио је задатак минирања моста испред града. Тада је био борац у Првој македонско-косовској бригади.
Приликом повлачења са слободне територије Дебарце, Михо је био упућиван да пробија заседе, а пошто је знао да се служи радио-техником, био је упућиван и на специјалне задатке.
Током Фебруарског похода, постао је заменик команданта батаљона у Првој македонско-косовској бригади. Током похода, истакао се у борбама против Немаца код места Локов и Прждево, након чега је био похваљен од штаба бригаде пред стројем и добио на поклон револвер.
Истакао се и у једној борби против Бугара у априлу 1944. године. Пошто након првог јуриша није био пробијен обруч, Михо је на челу свог батаљона пробио непријатељске положаје, након чега су он и његов батаљон били похваљени.
У септембру 1944. године, приликом коначног ослобођења Кичева, опет је учествовао у борбама као командант батаљона. Приликом борби био је тешко рањен.
Након ослобођења био је заменик команданта бригаде за везу Корпуса народне одбране, инспеткор за везе у Југословенској народној армији, а 1949. године био је постављен за секретара Координационог комитета за народну одбрану при влади НР Македоније. Од 1954. до 1964. године вршио је службу у Секретаријату унутрашњих послова.
Умро је 28. марта 2003. године у Скопљу.
Носилац је Партизанске споменице 1941. и више других одликовања. Орденом народног хероја одликован је 30. јула 1952. године.